# ایدز در استرالیا

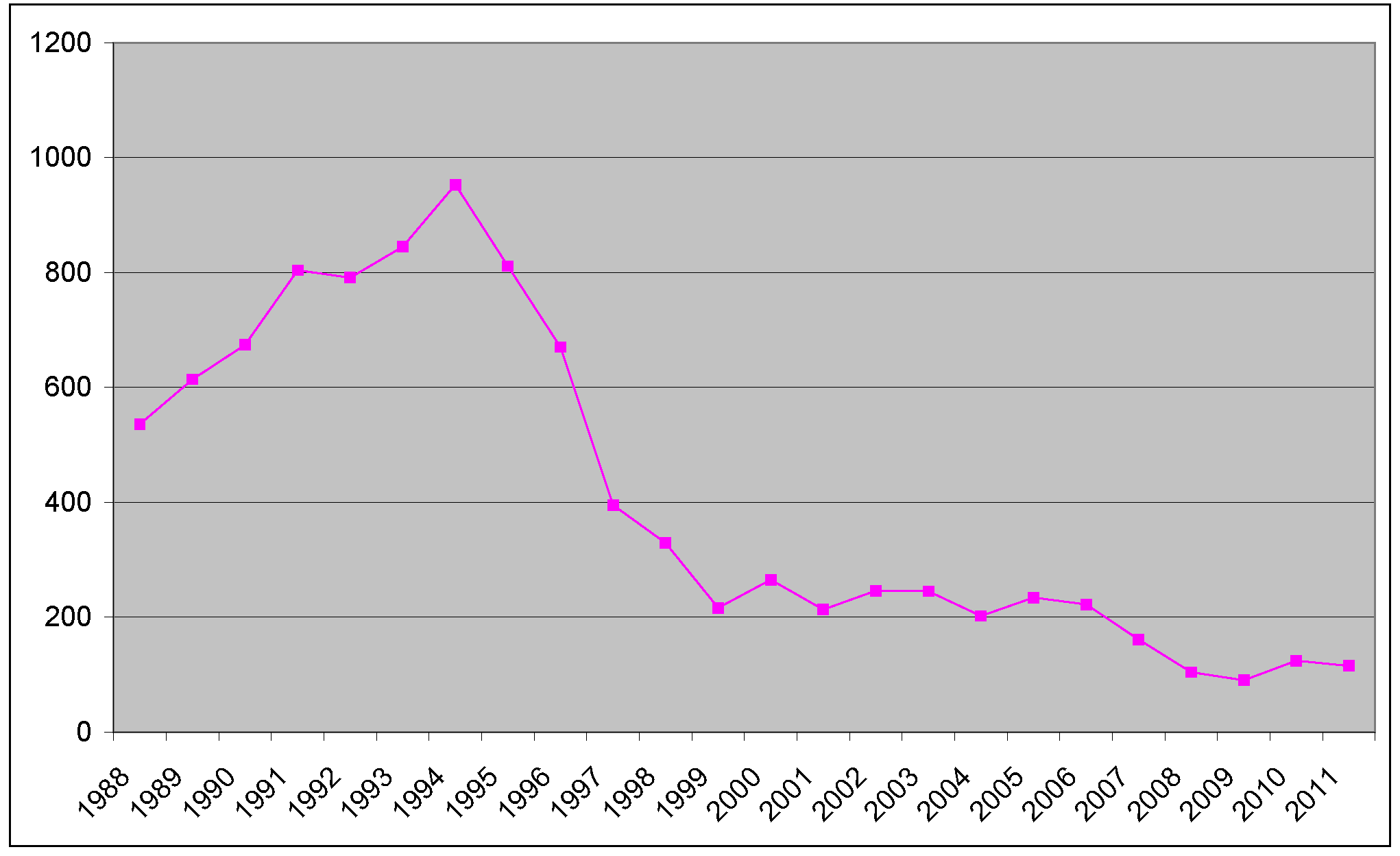
کشته شدگان بر اساس سال

استرالیا یکی از موفق‌ترین کشورهای جهان در جلوگیری از اپیدمی ایدز و آموزش همگانی درباره آن است.
اولین مورد ثبت ایدز در استرالیا در سال ۱۹۷۹ است و اولین مرگ بر اثر ایدز در سال ۱۹۸۱ و در ملبورن رخ داد.